# Zornia burkartii
Zornia burkartii är en ärtväxtart som beskrevs av Vanni. Zornia burkartii ingår i släktet Zornia och familjen ärtväxter. Inga underarter finns listade i Catalogue of Life.